# Poręby Janowskie
Poręby Janowskie – część wsi Ruda Strawczyńska w Polsce położona w województwie świętokrzyskim, w powiecie kieleckim, w gminie Strawczyn.
W latach 1975–1998 Poręby Janowskie administracyjnie należały do województwa kieleckiego.